# Júlia Lemmertz

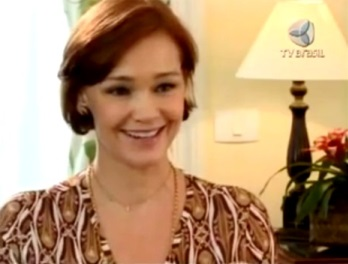
Júlia Lemmertz (2013)

Júlia Lemmertz (anhörenⓘ; * 18. März 1963 in Porto Alegre, Rio Grande do Sul als Júlia Lemmertz Dias) ist eine brasilianische Schauspielerin und Filmproduzentin. 

## Leben und Karriere
Júlia Lemmertz ist die Tochter der Schauspielerin Lilian Lemmertz und des Schauspielers Lineu Dias. 
1968 gab Lemmertz ihr Schauspieldebüt in As Amorosas. Für ihre Rolle in A Cor do Seu Destino (1986) gewann sie beim Festival de Brasília den Award in der Kategorie Beste Nebendarstellerin. Sie war Moderatorin des brasilianischen Kino-Magazins Revista do Cinema Brasileiro.
Seit 1993 ist Lemmertz mit ihrem Landsmann und Schauspiel- und Filmproduzenten-Kollegen Alexandre Borges verheiratet und hat einen Sohn mit ihm. Aus der Ehe mit dem Mitarbeiter des brasilianischen Fernsehnetzwerk Rede Globo Álvaro Osório stammt eine Tochter.          

## Filmografie (Auswahl)
- 1995: Tödliche Zeilen (Jenipapo)
- 1999: Amor Que Fica
- 1999: Andando Nas Nuvens (Fernsehserie)
- 1999: A Hora Mágica
- 1999: Um Copo de Cólera
- 1999: Tiradentes
- 2003: Cristina Quer Casar
- 2003: Acquaria
- 2006: Gatão de Meia Idade
- 2007–2008: Desejo Proibido (Fernsehserie, 83 Episoden)
- 2008: Onde Andará Dulce Veiga?
- 2008: Nada Fofa (Fernsehfilm)
- 2009: From Beginning to End (Do Começo ao Fim)